# Cladorhynchus leucocephalus
Cladorhynchus leucocephalus là một loài chim trong họ Recurvirostridae.

## Hình ảnh

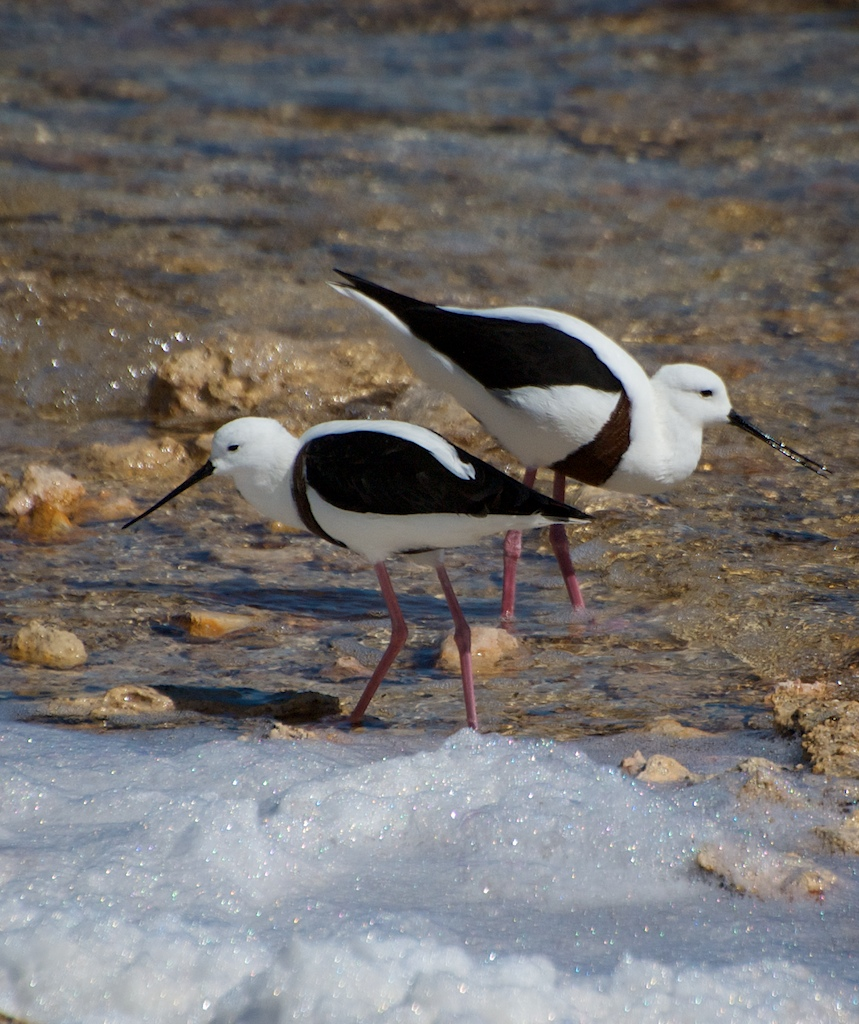
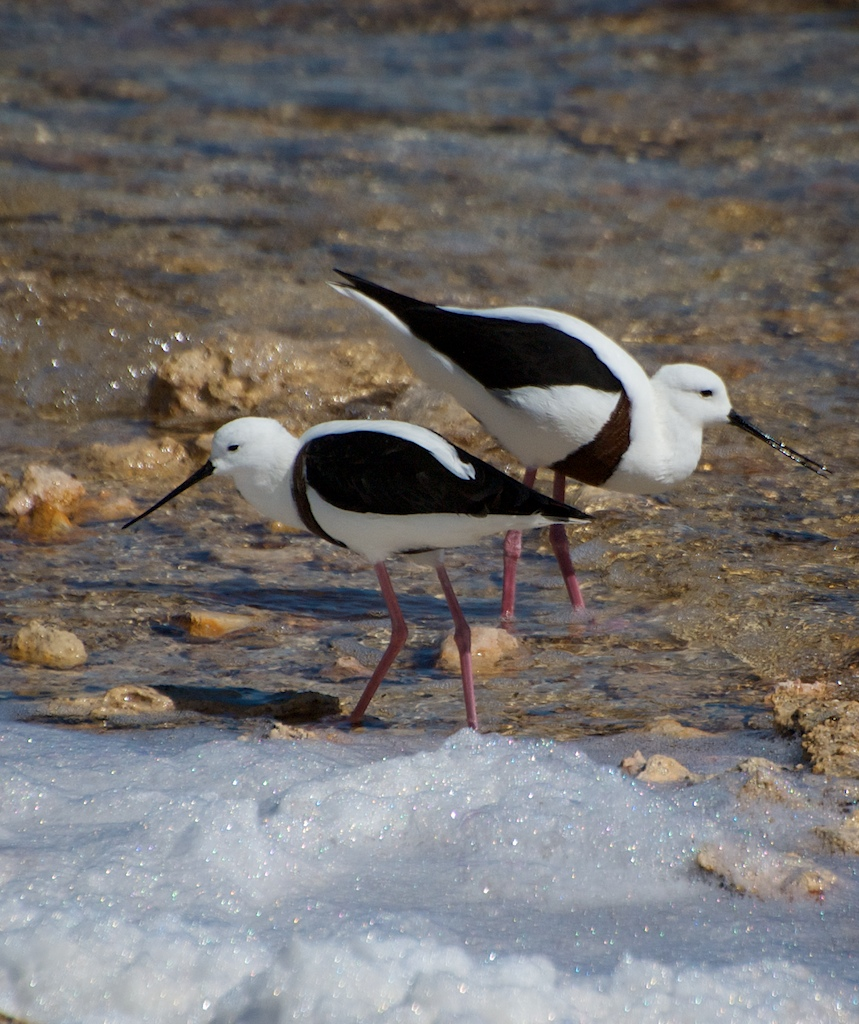